# Чжоу Еньлай
Чжоу Еньлай (спрощ.: 周恩来; кит. трад.: 周恩來; піньїнь: Zhōu Ēnlái) (5 березня 1898 — 8 січня 1976) — китайський громадсько-політичний і державний діяч, дипломат, перший прем'єр Держради КНР.

## Біографія
Народився 5 березня 1898 року в Хуайань, провінція Цзянсу, у стародавній чиновницькій родині, видатним представником якої був Чжоу Дуньї (1017-1073, дин. Сун).
З 1919 по 1920 — навчався в Нанькайському університеті у Тяньцзіні.
З 1920 по 1923 — навчався у Франції, де вступив до європейської секції КПК.
З 1923 по 1924 — навчався в Німмеччині.
З 1924 по 1926 — політичний комісар військової академії Гоміндану на острові Вампу.
З 1926 по 1927 — як комісар першого армійського корпусу брав участь у Північному поході Народно-революційної армії.
01.08.1927 — після розриву Чан Кайші з Компартією Китаю, виступив як один із організаторів комуністичного повстання.
У 1928 — на 6-му з'їзді КПК у Москві обраний до політбюро та секретаріату Компартії Китаю.
З 1931 — член ЦВК Китайської Радянської Республіки, політкомісар Робітничо-селянської Червоної Армії Китаю.
У 1936 — виступив посередником після арешту Чан Кайші, забезпечивши припинення громадянської війни та створення єдиного антияпонського фронту.
З 1937 по 1946 — представник КПК при гомінданівському уряді в Нанкіні та в Чунціні.
З 01.10.1949 по 08.01.1976 — Прем'єр Держради Китаю.
З 1949 по 1958 — міністр закордонних справ КНР.
14.02.1950 — підписав Договір про дружбу, співробітництво і взаємну допомогу між СРСР та КНР.
У 1954 — брав участь у Женевській нараді з питань мирного врегулювання в Індокитаї.
З 1956 по 1966 — здійснив ряд тривалих дипломатичних візитів до країн Азії та Африки для налагодження міждержавних відносин.
З 1970 по 1972 — керував практичними заходами, щодо врегулювання міждержавних відносин із США (пінг-понгова дипломатія) та підготовкою китайсько-американського комюніке.
13.01.1975 — оприлюднив на сесії Всекитайського зібрання народних представників програму «чотирьох модернізацій» країни, що була згодом реалізована Ден Сяопіном та Цзян Цземінем.